# Charlotte Schleiffert
Charlotte Schleiffert (Tilburg, 8 juli 1967) is een Nederlandse beeldend kunstenares, actief als schilder, tekenaar, beeldhouwer en wandschilder.

## Leven en werk
Ze kwam ter wereld als het jongste kind in een groot gezin. Ze studeerde aan de Koninklijke Academie voor Kunst en Vormgeving in 's-Hertogenbosch en voegde er een studie aan toe bij Ateliers '63 in Haarlem, tegenwoordig De Ateliers in Amsterdam.
Schleiffert verhuisde naar Rotterdam in de veronderstelling  "dat het daar allemaal gebeurde" en ze heeft er sindsdien haar thuisbasis en atelier in Kunst & Complex naast de voormalige tippelzone in het havengebied, vlak bij de ateliers van de kunstenaars Joep van Lieshout en Daan Roosegaarde. Maar ze reist daarnaast al jarenlang door Europa, Amerika en Azië en ze heeft ook meer dan eens in het buitenland gewoond en gewerkt, zoals in Barcelona (1997), Berlijn (2007/2008), Xiamen in China (2003-2010), Parijs (2012) en Yogyakarta (2013).
Schleiffert won in 1999 de Prix de Rome voor haar schilderkunst en ze kreeg inmiddels in binnen- en buitenland erkenning. In 2017 werd de Jeanne Oosting Prijs aan haar toegekend.
Haar werk is vanaf 1994 tot 2015 reeds te zien geweest in 40 solotentoonstellingen in België, Nederland, Italië, China, Nieuw-Zeeland, Duitsland en Indonesië. En in meer dan 100 groepstentoonstellingen in binnen- en buitenland, onder meer in Spanje, Frankrijk, de Verenigde Staten, Oostenrijk en Mexico.

## Het werk
Schleiffert valt op met haar vaak felgekleurde afbeeldingen van krachtige vrouwenfiguren of mannen in meer dan levensgrote tekeningen en schilderijen. Ze bedient zich daarbij van allerlei technieken, variërend van potlood en pastelkrijt tot acyl- en olieverf. Ze gebruikt deze vaak door elkaar heen en voegt ook allerlei stoffelijke materialen toe, zoals imitatiebont, zilverpapier, satijn en plasticfolie. Ze maakt ook beeldhouwwerk met behulp van gips.
Haar werk gaat soms over de liefde, maar vaker over macht en de uitdrukking van macht in de vorm van geweld, onverdraagzaamheid en onderdrukking en over het ondergaan van macht in een toestand van vervreemding en armoede. De levendigheid van haar kunst wordt nog versterkt doordat Schleiffert er niet voor terugschrikt om tijdens de vervaardiging van haar tekeningen en schilderijen gewoon met haar voeten boven op het werk te gaan staan. De kunstliefhebber krijgt zo in het museum niet alleen de expressie van haar teken- en schilderwerk mee, maar ook de schoenmaat van de inmiddels succesvolle kunstenares.

## Links
- Charlotte Schleiffert, eigen website